# Субтропический океанический климат
Субтропи́ческий океани́ческий кли́мат — разновидность субтропического климата, характерная для океанов субтропических широт.

## Характеристика
В субтропических широтах океанов летом преобладает режим антициклонов с малооблачной и сухой погодой со слабыми ветрами, а зимой — циклоническая деятельность с дождями и сильными ветрами, часто со штормами. Годовые амплитуды температуры здесь меньше, чем в континентальном типе, в среднем около 10˚.
В восточных частях океанов лето сравнительно прохладное, так как сюда часто проникают воздушные течения из более высоких широт (по восточной периферии антициклонов) и здесь проходят холодные океанические течения. В западных частях океанов лето более тёплое. Зимой, наоборот, в западной части океанов попадают холодные массы воздуха с материков (Азии, Северной Америки) и температуры здесь ниже, чем на востоке.
В центральных частях океанов северного полушария средние температуры летних месяцев в субтропиках +15˚ — +25˚, зимних месяцев +5˚ — +15˚. В южном полушарии зимние температуры выше, а летние ниже и, стало быть, годовые амплитуды ещё меньше.
| Показатель                                          | Янв. | Фев. | Март | Апр. | Май  | Июнь | Июль | Авг. | Сен. | Окт. | Нояб. | Дек. | Год  |
| --------------------------------------------------- | ---- | ---- | ---- | ---- | ---- | ---- | ---- | ---- | ---- | ---- | ----- | ---- | ---- |
| Средний максимум, °C                                | 23,3 | 23,7 | 22,4 | 20,0 | 17,4 | 15,2 | 14,5 | 15,0 | 16,2 | 17,8 | 19,6  | 21,6 | 18,9 |
| Средняя температура, °C                             | 19,1 | 19,7 | 18,4 | 16,1 | 14,0 | 11,8 | 10,9 | 11,3 | 12,7 | 14,2 | 15,7  | 17,8 | 15,2 |
| Средний минимум, °C                                 | 15,3 | 15,8 | 14,6 | 12,3 | 10,0 | 8,0  | 7,1  | 7,6  | 8,9  | 10,5 | 12,1  | 13,9 | 11,3 |
| Норма осадков, мм                                   | 75   | 65   | 94   | 105  | 103  | 139  | 146  | 121  | 116  | 91   | 93    | 91   | 1240 |
| Источник: NIWA Science climate dataнет в источнике] |      |      |      |      |      |      |      |      |      |      |       |      |      |